# Berliner Festtage

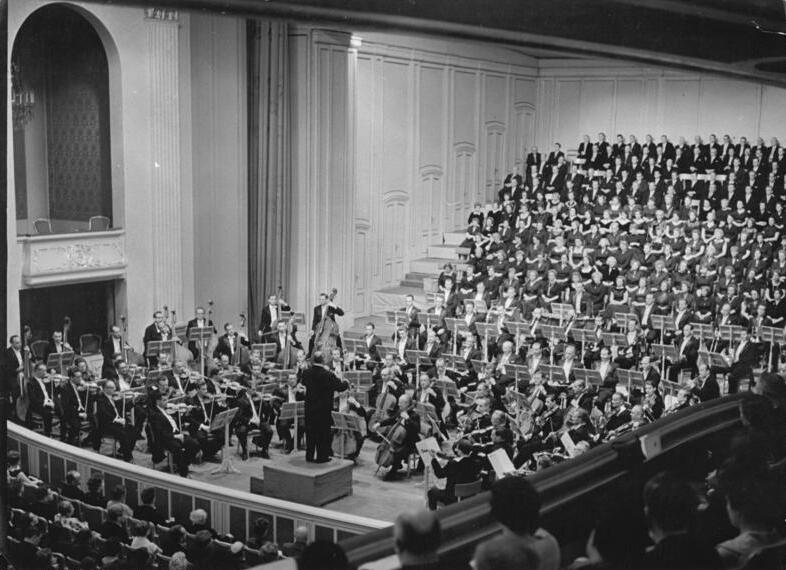
Eröffnungskonzert der Berliner Festtage 1959 in der Staatsoper

Die Berliner Festtage waren das bedeutendste Kulturfestival in der DDR. Sie fanden von 1957 bis 1990 statt.

## Geschichte
Vom 2. bis 15. Oktober 1957 wurden die 1. Berliner Festtage veranstaltet.  Sie waren als Gegenveranstaltung zu den Berliner Festwochen gedacht, die in West-Berlin seit 1951 als Kulturhöhepunkte auch die Attraktivität des Westens im Kalten Krieg ausdrücken sollten.
Es gab jedes Jahr ein breites Programmangebot aus Theater, Konzert, Oper, Ballett, Show, Bildender Kunst und weiteren Kulturbereichen, mit zahlreichen Gastspielen und einigen Uraufführungen.
Bei den XXXIII. Berliner Festtagen vom 29. September bis 22. Oktober 1989 gab es über 420 Veranstaltungen, darunter 100 Gastspiele mit 34 Ensembles und 20 Solisten aus 26 Ländern und West-Berlin. mit etwa 220.000 Besuchern. 1990 fanden die 34. und letzten Festtage in verkleinertem Umfang statt.